# Opkrullende strookzwam
De opkrullende strookzwam (Antrodia ramentacea) is een schimmel behorend tot de familie Fomitopsidaceae. Hij leeft saprotroof op takken van den (Pinus) in dennenbossen op zwak kalkhoudend duinzand. Hij veroorzaakt bruinrot.

## Kenmerken
De opkrullende strookzwam onderscheidt zich van de meeste andere witte, resupinaat groeiende gaatjeszwammen door het voorkomen op dennentakken en de wijde gaatjes (1,3-1,7/ mm of 13-17/ cm). De vruchtlichamen kunnen een lengte bereiken tot 8 cm. 

## Vergelijkbare soorten
De soort vertoont enige gelijkenis met de duindennenzwam (Diplomitoporus flavescens) die ook voorkomt op dennentakken in de duinen. De Duindennenzwam heeft meestal kleinere vruchtlichamen (1-2 cm), iets nauwere gaatjes (2-4/ mm) en meestal iets oranje getinte, harige hoedkanten.

## Ecologie
De opkrullende strookzwam groeit vooral aan de onderzijde van afgevallen dennentakken, vaak op de schors. In het buitenland is de soort behalve van den ook bekend van andere naaldbomen en wilg. 

## Verspreiding
In Nederland komt de opkrullende strookzwam zeldzaam voor. Hij staat op de rode lijst in de categorie 'Bedreigd'.